# Abigail Maia
Abigail Maia (Rio de Janeiro, 16 de setembro de 1887 — Rio de Janeiro, 20 de dezembro de 1981), foi uma atriz de teatro e cantora brasileira. Fundou uma companhia teatral com Oduvaldo Viana.

## Biografia
Filha dos atores Balbina Maia (m. 1911) e Joaquim da Costa Maia (m. 1897), iniciou sua carreira nos palcos em 1902  no vaudeville Maridos na Corda Bamba, onde sua mãe também estrelava. Casara-se em 1903 com Joaquim da Silva Braga, tendo uma filha. Ficaria viúva no mesmo ano. Em 1909 casa-se com o compositor Luís Moreira, ficando viúva deste em 1920. No ano seguinte casara-se com Oduvaldo Vianna.
Em cinema estreara com o curta-metragem João José, de 1909. Seu último trabalho em cinema seria no longa-metragem O Guarani, de 1920.
Foi ainda radio-atriz da Rádio Nacional, de onde aposentara-se definitivamente em 1967.
Falecera na cidade do Rio de Janeiro, em 20 de dezembro de 1981, devido a complicações de edema pulmonar. 

## Filmografia
| Ano  | Título                        | Personagem |
| ---- | ----------------------------- | ---------- |
| 1909 | João José                     | —          |
| 1909 | Inês de Castro                | —          |
| 1910 | Lucrecia Borgia               | —          |
| 1911 | O Conde de Luxemburgo         | —          |
| 1912 | A Vida do Barão do Rio Branco | —          |
| 1920 | O Guarani                     | Ceci       |

## No Teatro[2]
- 1902 - Maridos na Corda Bamba
- 1903 - A Fada de Coral
- 1915 - Amores de Tricana
- 1919 - Amor Bandido
- 1919 - O Clube dos Pierrots
- 1919 - Flor da Noite
- 1920 - As Pastorinhas
- 1920 - Flor Tapuya
- 1920 - Martyr do Calvário
- 1920 - A Jurity
- 1926 - O Homem das Cinco Horas
- 1927 - Mulheres Nervosas
- 1930 - A Nuvem
- 1931 - Um Tostãozinho de Gente
- 1931 - Sorrisos de Mulher
- 1931 - Casamento a Yankee
- 1932 - Aguenta, Felipe!
- 1933 - Amor
- 1956 - Poeira de Estrelas